# 学校法人東海大学
学校法人東海大学（がっこうほうじんとうかいだいがく）は、日本の学校法人。

## 沿革
- 1936年 - 内村鑑三に学んだ松前重義が、東京都武蔵野にキリスト教主義学校として望星学塾を開設[3]。
- 1942年 - 静岡県静岡市清水区駒越に学園創立。
- 1943年 - 航空科学専門学校を静岡市清水区三保に開校。
- 1944年 - 電波科学専門学校を東京都に開校。
- 1945年
  - 航空科学専門学校と電波科学専門学校が合併し、東海専門学校と改称。
  - 電気通信工学校と電波工業学校が合併し、東海工業学校と改称。
  - 東海専門学校を東海科学専門学校に改称。
- 1946年 - 大学令による旧制大学として旧制東海大学として開学。
- 1947年 - 建学5周年。
- 1948年
  - 東海工業学校を東海高等学校に改称。
  - 東海実業高等学校を静岡県に開校。
- 1949年 - 東海大学第一中学校を静岡県に開校。
- 1950年 - 新制東海大学として開学。工学部・文学部を設置。
- 1951年 - 東海大学高等学校を静岡県に開校。
- 1952年
  - 建学10周年。
  - 東海大学（商科）短期大学部を静岡県静岡市清水区に開校。
  - 東海高等学校を東海電波高等学校に校名変更。
- 1955年
  - 東海大学工学部を東京都渋谷区富ヶ谷に移転。
  - 学校法人名教学園を合併し、東海大学付属高等学校を東京都に開校。
- 1957年 - 建学15周年。
- 1958年 - 東海大学付属幼稚園を静岡県に開園。
- 1959年
  - 東海大学付属高等学校通信教育部を設置。
  - 東海大学工業高等学校を静岡県に開校。
- 1960年5月1日 - 日本初の民放FM局「FM東海」が開局（現在のTOKYO FM）。
- 1961年 - 東海大学第二高等学校を熊本県に開校。
- 1962年 - 建学20周年。
- 1963年
  - 東海大学大学院工学研究科設置。
  - 東海大学湘南校舎を神奈川県平塚市に開設。
  - 東海大学（東京）短期大学部を東京都に開学。
  - 東海大学第三高等学校を長野県に開校。
  - 東海大学付属相模高等学校を神奈川県に開校。
  - 東海大学付属高等学校通信教育部を独立させ、東海大学付属望星高等学校を東京都に開校。
- 1964年
  - 東海大学（熊本）短期大学部を熊本県に開学。
  - 東海大学第四高等学校を北海道に開校。
- 1966年 - 東海大学第五高等学校を福岡県に開校。
- 1967年
  - 建学25周年。
  - 東海大学付属小学校を静岡県に開校。
- 1968年 - 東海電波高等学校を東海大学高輪台高等学校に校名変更。
- 1970年
  - 4月25日 - FM東海が閉局。
  - 4月26日 - FM東京が開局。
- 1972年
  - 建学30周年。
  - 東海大学工芸短期大学部を北海道に開学。
- 1973年
  - 九州東海大学を熊本県に開学。
  - 東海大学付属本田記念幼稚園を神奈川県に開園。
  - 自由ケ丘幼稚園を福岡県に開園。
- 1974年
  - 学校法人精華学園と提携。
  - 学校法人芙蓉学園と提携。
  - かもめ幼稚園を熊本県に開園。
- 1975年 - 東海大学付属高等学校を東海大学付属浦安高等学校に校名変更し、千葉県に移転。
- 1976年 - 東海大学付属望星高等学校静岡校を静岡県に開校。
- 1977年
  - 建学35周年。
  - 北海道東海大学を北海道に開学。
  - 学校法人一橋学園と提携。
- 1980年 - 東海大学付属相模中学校を神奈川県に開校。
- 1982年 - 建学40周年。
- 1983年
  - 東海大学付属仰星高等学校を大阪府に開校。
  - 学校法人多摩児童学院と提携。
  - 自由ヶ丘幼稚園を東海大学付属自由ヶ丘幼稚園に園名変更。
- 1987年 - 建学45周年。
- 1988年 - 東海大学付属浦安中学校を千葉県に開校。
- 1990年
  - 東海大学福岡短期大学を福岡県に開校。
  - 東海大学付属望星高等学校北海道校を北海道に開校。
  - 東海大学高輪台高等学校を東海大学付属高輪台高等学校に校名変更。
- 1991年 - 東海大学付属望星高等学校福岡校を福岡県に開校。
- 1992年 - 建学50周年。
- 1996年 - 東海大学付属仰星高等学校中等部を大阪府に開校。
- 1997年 - 建学55周年。
- 1999年 - 東海大学第一高等学校と東海大学工業高等学校を統合し、東海大学付属翔洋高等学校を静岡県に開校。
- 2002年 - 建学60周年。
- 2003年
  - 東海大学第一中学校を東海大学付属翔洋中学校に校名変更。
  - かもめ幼稚園を東海大学付属かもめ幼稚園に園名変更。
- 2004年
  - 東海大学第二高等学校を東海大学付属第二高等学校に校名変更。
  - 東海大学第三高等学校を東海大学付属第三高等学校に校名変更。
  - 東海大学第四高等学校を東海大学付属第四高等学校に校名変更。
  - 東海大学第五高等学校を東海大学付属第五高等学校に校名変更。
- 2007年
  - 建学65周年。
  - 東海大学付属高輪台高等学校中等部を東京都に開校。
- 2008年
  - 東海大学・九州東海大学・北海道東海大学を統合。
  - 東海大学付属浦安中学校を東海大学付属浦安高等学校中等部に校名変更。
  - 東海大学付属相模中学校を東海大学付属相模高等学校中等部に校名変更。
- 2009年 - 東海大学付属翔洋中学校を東海大学付属翔洋高等学校中等部に校名変更。
- 2012年
  - 建学70周年。
  - 東海大学付属第二高等学校を東海大学付属熊本星翔高等学校に校名変更。
- 2015年
  - 東海大学付属翔洋高等学校を東海大学付属静岡翔洋高等学校に校名変更。
  - 東海大学付属翔洋高等学校中等部を東海大学付属静岡翔洋高等学校中等部に校名変更。
  - 東海大学付属幼稚園を認定こども園東海大学付属幼稚園に園名変更。
  - 東海大学付属本田記念幼稚園を認定こども園東海大学付属本田記念幼稚園に園名変更。
  - 東海大学付属かもめ幼稚園を認定こども園東海大学付属かもめ幼稚園に園名変更。
- 2016年
  - 東海大学付属第三高等学校を東海大学付属諏訪高等学校に校名変更。
  - 東海大学付属第四高等学校を東海大学付属札幌高等学校に校名変更。
  - 東海大学付属第五高等学校を東海大学付属福岡高等学校に校名変更。
  - 東海大学付属望洋高等学校を東海大学付属市原望洋高等学校に校名変更。
  - 東海大学付属小学校を東海大学付属静岡翔洋小学校に校名変更。
  - 認定こども園東海大学付属幼稚園を認定こども園東海大学付属静岡翔洋幼稚園に園名変更。
  - 東海大学付属自由ヶ丘幼稚園を認定こども園東海大学付属自由ヶ丘幼稚園に園名変更。
- 2017年 - 建学75周年。
- 2018年
  - 東海大学付属仰星高等学校を東海大学付属大阪仰星高等学校に校名変更。
  - 東海大学付属仰星高等学校中等部を東海大学付属大阪仰星高等学校中等部に校名変更。

## 理事長・総長
- 松前義昭

## 現在設置している学校
- 大学
  - 東海大学
- 海外教育機関
  - ハワイ東海インターナショナルカレッジ
- 高等学校
  - 東海大学付属浦安高等学校
  - 東海大学付属相模高等学校
  - 東海大学付属高輪台高等学校
  - 東海大学付属静岡翔洋高等学校
  - 東海大学付属熊本星翔高等学校
  - 東海大学付属諏訪高等学校
  - 東海大学付属札幌高等学校
  - 東海大学付属福岡高等学校
  - 東海大学付属大阪仰星高等学校
  - 東海大学付属市原望洋高等学校
  - 東海大学付属望星高等学校
- 中等部
  - 東海大学付属浦安高等学校・中等部
  - 東海大学付属相模高等学校・中等部
  - 東海大学付属高輪台高等学校・中等部
  - 東海大学付属静岡翔洋高等学校・中等部
  - 東海大学付属大阪仰星高等学校・中等部
- 小学校
  - 東海大学付属静岡翔洋小学校
- 幼稚園
  - 認定こども園 東海大学付属静岡翔洋幼稚園
  - 認定こども園 東海大学付属本田記念幼稚園
  - 認定こども園 東海大学付属自由ヶ丘幼稚園
  - 認定こども園 東海大学付属かもめ幼稚園

## かつて設置していた学校
- 大学
  - 北海道東海大学（全）
  - 九州東海大学（全）
- 短期大学部
  - 東海大学短期大学部（全）
- 短期大学
  - 東海大学工芸短期大学（全）
  - 東海大学福岡短期大学
  - 東海大学医療技術短期大学
- 高等学校
  - 東海大学実業高等学校（全）
  - 東海大学第一高等学校（全）
  - 東海大学工業高等学校（全）
  - 東海大学付属望星高等学校（北海道・町田・静岡・福岡・熊本）
- 海外教育機関
  - 東海大学付属デンマーク校中学部・高等部（全）

## 連携校

### 高等学校
- 東海大学付属甲府高等学校
- 東海大学山形高等学校
- 東海大学菅生高等学校

### 中等部
- 東海大学菅生高等学校・中等部

## 設置機関

### 研究機構
- 学校法人東海大学総合研究機構
- 東海大学創造科学技術研究機構

### 研究所
- 東海大学文明研究所
- 東海大学海洋研究所
- 東海大学総合医学研究所
- 東海大学先進生命科学研究所
- 東海大学スポーツ医科学研究所
- 東海大学総合農学研究所
- 東海大学総合科学技術研究所
- 東海大学総合社会科学研究所
- 東海大学平和戦略国際研究所
- 東海大学短期大学部生活科学研究所
- 東海大学福岡短期大学観光文化研究所

### 研究センター
- 東海大学教育開発研究センター
- 東海大学沖縄地域研究センター
- 東海大学情報技術センター
- 東海大学宇宙情報センター
- 東海大学マイクロ・ナノ研究開発センター

### 研究施設
- 東海大学医療技術短期大学総合看護研究施設

### 法人直轄機関
- 望星学塾
- 望星学塾学園史資料センター

### 海洋調査研修船
- 望星丸

### 医学部付属病院
- 東海大学医学部付属病院
- 東海大学医学部付属東京病院
- 東海大学医学部付属大磯病院
- 東海大学医学部付属八王子病院

### 海外拠点
- ヨーロッパ学術センター（デンマーク・コペンハーゲン市）
- パシフィックセンター（ハワイ・ホノルル市）
- ウィーンオフィス（松前武道センター内）
- ソウルオフィス（韓国・漢陽大学内）
- アセアンオフィス（バンコク市内・モンクット王工科大学ラートクラバン校内）

### 厚生施設
- 東海大学嬬恋高原研修センター
- 東海大学山中湖セミナーハウス
- 東海大学三保研修館
- 東海大学松前会館
- 東海大学国際友好会館
- 東海大学国際交流会館
- 東海大学校友会館
- 東海大学銀嶺荘

### 博物館
- 東海大学海洋科学博物館
- 東海大学自然史博物館

### 記念館
- 東海大学松前記念館
- 東海大学松前重義記念館

### 生涯学習
- 東海大学地域連携センター

### 出版
- 東海大学出版部

## 関連法人

### 現関連法人
- 株式会社
  - 株式会社エフエム東京（TOKYO FM, TFM） - 同法人が設立母体。
  - 株式会社湘南平塚コミュニティ放送 - 出資者法人の一つ。
  - 株式会社エフエム熊本（エフエム・クマモト, FMK） - 5.35%の出資比率。
  - 株式会社エフエム沖縄 - 6.66%の出資比率。
- 東海教育産業株式会社
  - 教育産業機関
- 学校法人
  - 学校法人東海大学甲府学園
  - 学校法人東海山形学園
  - 学校法人菅生学園
  - 学校法人国際武道大学

### 旧関連法人
- 学校法人
  - 学校法人名教学園
  - 学校法人東海高輪学園
  - 学校法人精華学園
  - 学校法人芙蓉学園
  - 学校法人一橋学園
  - 学校法人多摩学院

## 研究・産官学連携
- 共同研究、委託研究、特別学術研究、研究員・研修員の受け入れを行っており[4]、下記制度と掛け合わせると企業、他の法人等の連携先が税制優遇を受けられる。また、技術移転（ライセンス許諾）も行っている。

### 税制上の優遇措置

#### 特定公益増進法人
- 本法人は、『私立学校法第3条に規定する学校法人で学校の設置若しくは学校及び専修学校若しくは各種学校の設置を主たる目的とするもの又は私立学校法第64条第4項の規定により設立された法人で専修学校若しくは各種学校の設置を主たる目的とするもの』として特定公益増進法人の交付を受けている法人である。そのため、寄附金の額に応じて個人・法人の所得から控除（個人は確定申告、法人は当該事業年度の損金算入による手続き）される税法上の優遇措置を受けられる。[5]

#### 受配者指定寄附金
- 企業等の法人が日本私立学校振興・共済事業団を通じて指定する学校法人へ行う寄附制度。本制度を利用することで、寄附金を支出した事業年度に当該寄付金額を損金に算入することがでる税法上の優遇措置[6]を受けられる。

#### 寄附講座寄附金
- 企業等の法人が寄附講座寄附金（提携/連携講座寄附金など）を開設した場合、法人税法により、寄付金を支出した事業年度に当該寄附金額を損金に算入し、税法上の優遇措置を受けられる。
  -     - 個人が寄附講座寄附金（提携/連携講座寄附金など）を開設した場合、所得税法、住民税（地方税法）により、総所得金額から寄附金の額を控除することができ、税法上の優遇措置を受けられる。

#### 特別試験研究費税額控除制度
- 大学との共同研究及び委託研究等に要した試験研究費用の金額に一定の控除率（20%、25%または30%）を乗じて計算した金額を、当該事業年度の法人税額から控除できる制度を受けられる。その上限額は、総額型税額控除制度による控除額とは別枠で、法人税額の10%相当額が控除される。[注釈 1][7][8][9][10]1993年（平成5年度）税制改正で創設された研究開発税制とも呼ばれる制度。

#### 現物寄附
- 租税特別措置法により、土地、建物、株などの有価証券等の現物寄附の「みなし譲渡所得（値上がり益等）」は非課税として控除される。[11][12]

#### 遺贈
- 租税特別措置法により、遺贈を行った場合、相続税が非課税として控除される。[11][12]

#### 研究
- 外部資金獲得、科学研究費補助金、JST、NEDO・経産省、総務省（SCOPE）など省庁別に公募されている競争的資金や民間財団の助成金[13]による研究も行われている。